# عرفان (خواننده)
عرفان حاج‌رسولی‌ها (زادهٔ ۱۲ مرداد ۱۳۶۲) که با نام هنری عرفان پایدار شناخته می‌شود، خواننده و رپر اهل ایران است. وی مؤسس و بنیان‌گذار گروه موسیقی پایدار است. او فعالیت خود در عرصهٔ موسیقی را با ترانهٔ «شستشو» آغاز کرد و در سال ۱۳۸۶، اولین آلبوم خود را با نام از خانه تا گور منتشر کرد. او پس از انتشار این آلبوم، شش آلبوم دیگر با نام‌های همیشگی (۱۳۸۹)، خداحافظی (۱۳۹۴)، آیت الترپ (۱۳۹۷)، انگیزه (۱۳۹۹)، نور (۱۴۰۱) و طلوع (۱۴۰۳) منتشر کرده است.
عرفان با انتشار خداحافظی در ۳۰ بهمن ۱۳۹۴، برای مدتی از عرصهٔ رپ فارسی کناره‌گیری کرد که به گفتهٔ خودش، دلایل خداحافظی‌اش در آلبوم ذکر شده است و یکی از آن دلایل که در برنامه چندشنبه با سینا گفته بود مشکلات عاطفی بود که در چند سال برایش اتفاق افتاده بود. او در سال ۱۳۹۶ با تک‌آهنگ «خوش اومدی» با همراهی کنیس به عرصهٔ موسیقی بازگشت و بعد از منتشر کردن چندین تک‌آهنگ، آلبوم مشترک خود با جیدال و به نام آیت الترپ را در ۲۱ دی ۱۳۹۷ منتشر کرد که شامل ۱۵ آهنگ بود که جیدال در ۱۳ تا از آهنگ‌های آلبوم حضور داشت.

## زندگی
عرفان حاج‌رسولی‌ در ۱۲ مرداد ۱۳۶۲ در اصفهان به دنیا آمد و از خانواده اصیل اصفهانیست ، زمانی که ۱۶ سال داشته از ایران به کالیفرنیا نقل مکان می‌کند. او در مصاحبه‌ای می‌گوید در زمان‌های مختلف بین ایران و آمریکا در حال رفت‌وآمد بوده است. همچنین وی بخشی از زندگی خود را در دبی گذرانده است و به گفته خود او در مصاحبه با چندشنبه با سینا، عرفان بعد از آلبوم خداحافظی از دبی به آمریکا بازگشت.
او گروهی به نام پایدار بنیان‌گذاری کرد که اعضای این گروه هم اکنون(عرفان ، ایمانمون،  پویان اردلان ، دارا، تهم ، خشایار ، افرا) است ولی در گذشته افرادی مثل (سوگند، بهزاد لیتو، پایا ، جیدال ، سرکش) هم نیز بودند که رفتند.

## موضوعات آثار
آهنگ‌های وی معمولاً وجهه اعتراضی با زبان نرم دارد و تقریباً دربارهٔ موضوعات و مسائل مختلفی در ترانه‌های خود حرف زده است.

## آلبوم‌ها

### از خانه تا گور
اولین آلبوم عرفان با نام از خانه تا گور در تاریخ ۲۴ ژوئیهٔ ۲۰۰۷ از دو کمپانی Mystery4/Avang وارد بازار موسیقی شد و استقبال بسیار خوبی از این آلبوم شد. آلبوم از خانه تا گور اولین آلبوم رپ فارسی بود که در بازار جهانی به فروش می‌رسید. عرفان در این آلبوم با خوانندگانی چون خشایار، سهند کوازی و افرا همکاری داشته است. عرفان در این آلبوم از حوادث زندگی‌اش مانند دستگیری او توسط دولت آمریکا در سال ۲۰۰۲ بعد از حملات ۱۱ سپتامبر، زندان رفتن او به دلیل مشکلات اقامتی و از سرخوردگی‌های خود از برخی مسائل موسیقی ایرانی صحبت می‌کند.

### همیشگی
عرفان بعد از پخش اولین آلبوم خود به نام از خانه تا گور تصمیم به ساخت آلبومی با نام همیشگی گرفت. همیشگی بعد از اینکه تاخیرهای زیادی برای پخشش به دلایل مختلف خورد سرانجام آلبوم همیشگی عرفان بعد از حدوداً ۳ سال با ۱۸ ترک در شهریور ۱۳۸۹ به صورت رسمی از کمپانی آونگ وارد بازار موسیقی شد که البته این آلبوم برای دانلود هم‌زمان بر روی خیلی از سایت‌ها نیز قرار گرفت که باعث شد از فروش آلبوم کم شود. از نظر موضوعی اکثر موضوعات آلبوم حول محور زندگی شخصی عرفان می‌چرخد.
یکی از نکات مثبت این آلبوم را می‌توان انتخاب موضوعات جدید در آهنگ‌های آلبوم و داشتن ترک‌ها با موضوعات مختلف بیان کرد که می‌تواند هر سلیقه‌ای را جذب خودش کند. یکی دیگر از نکات مهم آلبوم کیفیت بسیار بالای ترک‌ها و مهم‌ترین نکته این آلبوم این هست که این آلبوم هم مثل آلبوم قبلی عرفان در سراسر جهان به فروش می‌رسد که قدم و حرکت بزرگی برای پیشرفت رپ فارسی است. آلبوم دارای ۱۸ ترک، اینترو، اوترو و اسکیت است. علاوه بر اعضای گروه پایدار (خشایار و سرکش) خواننده‌های دیگری همچون سیاوش شمس، ریویل، نونا، مروارید و امیر فرجام در این آلبوم همکاری کرده‌اند.

#### راه من در شبکه ویوا
ویدئو کلیپ راه من یکی از ترک‌های آلبوم همیشگی در شبکه Viva پخش شد. در بین رپرهای ایرانی عرفان تنها رپری است که کلیپش از این شبکه جهانی پخش شد که قدم و حرکت مثبتی در جهت پیشرفت و شناخته شدن بیشتر رپ فارسی در جوامع خارجی بود.

#### مقاله «پاپ مترز» و بررسی آهنگ «باید»
در تاریخ ۱۶ اوت ۲۰۱۳ عرفان به عنوان یکی از بهترین رپرهای ایران از طرف مقاله معتبر «پاپ مترز» انتخاب شد.

### خداحافظی
خداحافظی سومین آلبوم استودیویی عرفان است. بعد از این آلبوم او از موسیقی و رپ فارسی خداحافظی کرد. (البته او در سال ۱۳۹۶ با منتشر کردن تک ترک خوش اومدی با همراهی کنیس بازگشت خود به عرصه رپ فارسی را اعلام کرد)؛ برخی از دلایل خداحافظی وی از موسیقی به گفتهٔ خودش (به نقل از آهنگ خداحافظی و همین‌طور مصاحبه‌ها) نبود درآمد از این راه و همین‌طور متظاهر و قلابی بودن اکثر افراد فعال در این زمینه است. پربازدیدترین ترک‌های این آلبوم، خداحافظی (با همکاری نونا) و الفبا (با همکاری کرنلا) بودند.
همچنین موزیک ویدئوی انعکاس (یکی از ترک‌های آلبوم خداحافظی) تنها موزیک ویدئوی رپ فارسی است که در فیلمبرداری آن از لنزهای ۳۶۰ درجه استفاده شده است که اولین موزیک ویدئو ساخته شده با این روش فیلمبرداری است.

### آیت‌الترپ
عرفان و علی جیدال در تاریخ ۲۱ دی ماه سال ۱۳۹۷ آلبوم آیت‌الترپ را منتشر کردند و اولین ترک آن به نام «مونتاژ» ۷ آبان ماه ۱۳۹۷ منتشر شد و ترک دوم آن هم ۱۵ دی به نام «آیةالترپ» منتشر شد. بر طبق گفته‌های عرفان و نام آلبوم، سبک این آلبوم ترپ هست.

### نور
آلبوم نور با همکاری دنی اسدی، از تلفیق سازهای ایرانی و فرنگی نواخته شده است. موضوع این آلبوم دور از فضای میم استریم و به‌گونهٔ خاص‌پسند و به‌گونه‌ای می‌توان گفت انگیزشی و دلی است. این آلبوم به‌صورت مستقل از عرفان، نوروز ۱۴۰۱ در دسترس عموم قرار گرفت. شنیده شده‌ترین ترک این آلبوم بذر نام دارد و دو نماهنگ نیز با نام‌های شهریور و ای دل دارد.

### خورشید
آلبوم خورشید (طلوع) آخرین آلبوم در حال حاضر از عرفان است که دارای ۱۴تا تِرَک است که این آلبوم دارای فیت‌هایی با خشایار پایدار، کوروش، کچی بیتز، ایمانمون، سنجیم، فرشید، تامارا، مینورام، داریان، آرمین رابر، آرون و 021kid است

## فعالیت‌های اجتماعی
عرفان در سال ۲۰۰۸ با همکاری خوانندگان پاپ از جمله ستار، اندی، شهبال شب‌پره و… آهنگی را به نام پاکی برای مؤسسه PACI) Persian American Cancer Institute) ساخت. او در سال ۱۳۸۸ بعد از انتخابات ریاست جمهوری ایران موزیک ویدیویی به‌نام تصمیم که بعد در آلبوم همیشگی منتشر شد را برای جنبش سبز منتشر کرد. در سال ۲۰۰۸ بعد از پخش مستندی به نام شوک در تلویزیون ایران او در تفسیری ۵ دقیقه‌ای از این برنامه و صدا و سیما انتقاد کرد.

## همکاری‌ها
عرفان علاوه بر اعضای گروه پایدار با خوانندگان مطرحی چون بهرام، سامی بیگی، ریویل و گروه زدبازی همکاری داشته است. همچنین وی در آهنگ سرزمین یخ که از آلبوم دوران طلایی رضا پیشرو بود حضور داشت. وی در چندین ترانه با سوگند همکاری‌داشته است. از ترانه‌های موفق عرفان و سوگند می‌توان از آهنگ منتظر و یادته نام برد که با استقبال بسیار خوبی مواجه شدند. نماهنگ یادته در مدت ۴۸ ساعت مرز یک میلیون بازدید در رادیو جوان را رد کرد. عرفان ۲ سال بعد از انتشار آلبوم خداحافظی به همراهی کنیس با ترانه خوش‌اومدی به فعالیت موسیقی بازگشت. وی در سال ۱۳۹۷ آهنگ جدید خود را به نام منو نترسون با همکاری حصین منتشر کرد که با استقبال بالایی روبه‌رو شد.

## ترانه‌شناسی

### از خانه تا گور (۱۳۸۶)

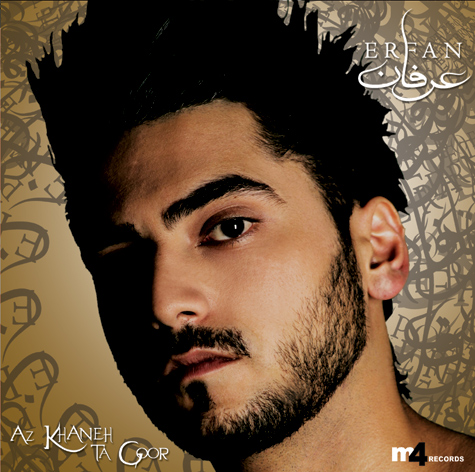
کاور آلبوم

| #  | نام                     | همکاری                    | آهنگساز     | توضیحات   |
| -- | ----------------------- | ------------------------- | ----------- | --------- |
| ۱  | از خانه تا گور (اینترو) | -                         | ای-پلاس     |           |
| ۲  | خط من                   | -                         | ای-پلاس     |           |
| ۳  | ۱۰۰ قسم                 | -                         | ای-پلاس     |           |
| ۴  | جاده                    | افرا و خشایار             | Sean Gordon |           |
| ۵  | مایه                    | افرا، خشایار و سهند کوازی | Sean Gordon |           |
| ۶  | امشب                    | خشایار و سهند کوازی       | Sean Gordon |           |
| ۷  | بیا بیا                 | -                         | ای-پلاس     |           |
| ۸  | کور                     | -                         | Sean Gordon |           |
| ۹  | جدا                     | مهشید                     | ای-پلاس     |           |
| ۱۰ | بذار بگن                | -                         | ای-پلاس     |           |
| ۱۱ | جاذبه                   | خشایار                    | ای-پلاس     | Bonus ترک |

### همیشگی (۱۳۸۹)
| #  | نام                | همکاری               | آهنگساز | توضیحات                      |
| -- | ------------------ | -------------------- | ------- | ---------------------------- |
| ۱  | اینترو             | -                    | ای-پلاس |                              |
| ۲  | همیشگی             | -                    | ای-پلاس |                              |
| ۳  | تصمیم              | خشایار               | ای-پلاس |                              |
| ۴  | شستم اشکامو        | خشایار و سرکش        | ای-پلاس |                              |
| ۵  | راه من             | خشایار               | ای-پلاس |                              |
| ۶  | فرار از فردا       | -                    | ای-پلاس |                              |
| ۷  | نخواستم            | مروارید و امیر فرجام | ای-پلاس |                              |
| ۸  | دام                | نونا                 | ای-پلاس |                              |
| ۹  | صحنه               | سیاوش شمس            | ای-پلاس | ریمیکس ترک صحنه از سیاوش شمس |
| ۱۰ | دوره دنیا          | امیر فرجام           | ای-پلاس |                              |
| ۱۱ | باید               | خشایار و سرکش        | ای-پلاس |                              |
|    | ۴ دست و پا         | خشایار               | ای-پلاس |                              |
|    | اِهه (اسکیت)        | خشایار و امانوعل     | ای-پلاس |                              |
|    | از ماست که بر ماست | -                    | ای-پلاس |                              |
|    | نفرت               | ریویل                | ای-پلاس | اولین همکاری پایدار با ملتفت |
|    | دوباره             | مروارید              | ای-پلاس |                              |
|    | داستانه من         | نونا                 | ای-پلاس |                              |
|    | اوترو همیشگی       | -                    | ای-پلاس |                              |

### تک آهنگ‌های عرفان بخش. یک (۱۳۹۳)
| #  | نام                          | همکاری                               | آهنگساز    | توضیحات                          |
| -- | ---------------------------- | ------------------------------------ | ---------- | -------------------------------- |
| ۱  | هدف حد نداره                 | خشایار و سرکش                        | Tag Team   |                                  |
| ۲  | آینه                         | بهزاد لیتو و انتها                   | ای-پلاس    |                                  |
| ۳  | سنگ                          | پایا و سرکش                          | پایا       |                                  |
| ۴  | این خاک                      | -                                    | ؟          |                                  |
| ۵  | خط من (ریمکس)                | افرا، خشایار، مهراد هیدن و ریویل     | ای-پلاس    |                                  |
| ۶  | پایدار ۱                     | افرا، بهزاد لیتو، خشایار، سرکش و تهم | Tag Team   |                                  |
| ۷  | اینجا جای ماس                | انتها، خشایار و سرکش                 | ای-پلاس    |                                  |
| ۸  | دنیا مال ماست                | سامی بیگی                            | Tag Team   |                                  |
| ۹  | امضا                         | بهزاد لیتو و انتها                   | ای-پلاس    |                                  |
| ۱۰ | لحظه                         | -                                    | Tag Team   |                                  |
| ۱۱ | نمیتونی بند کنی پامو به زمین | پایا                                 | پایا       |                                  |
| ۱۲ | شستشو                        | -                                    | ?          |                                  |
| ۱۳ | یه وجب از ما                 | تهم و خشایار                         | Moji       |                                  |
| ۱۴ | وقتشه                        | تهم و پایا                           | تهم        |                                  |
| ۱۵ | توهم                         | -                                    | مهراد هیدن | اولین همکاری عرفان با مهراد هیدن |
| ۱۶ | دیوونه                       | -                                    | ؟          |                                  |
| ۱۷ | باید باشیم (ریمیکس)          | تهم                                  | تهم        |                                  |
| ۱۸ | پرواز (ریمیکس)               | افرا و خشایار                        |            |                                  |

### خداحافظی (۱۳۹۴)
آلبومی که قرار بود عرفان بعد از اون خدافظی کنه
علت خدافظیش به گفته خودش این بود که می‌خواست ازدواج کنه و همین‌طور به شغل و زندگیش برسه
عرفان توی کار املاک مشغول بود
در نهایت عرفان یک سال و نیم بعد با انتشار آهنگ خوش اومدی به رپ برگشت و دلیل برگشتش هم این بود که به گفته خودش تونسته بود مشکلات زندگیشو حل کنه.
| #  | نام                      | همکاری                   | آهنگساز              | توضیحات |
| -- | ------------------------ | ------------------------ | -------------------- | ------- |
| ۱  | مسافر                    | -                        | ای-پلاس              |         |
| ۲  | الماس                    | بهزاد لیتو، پایا، خشایار | ای-پلاس              |         |
| ۳  | گاهی                     | سامی بیگی                | تهم، میلاد موج       |         |
| ۴  | خدافظی                   | نونا                     | ای-پلاس              |         |
| ۵  | چی میگی                  | تهم و جیدال              | تهم                  |         |
| ۶  | الفبا                    | کرنلا                    | ای-پلاس              |         |
| ۷  | ویروس                    | جیدال                    | Nakhavaly Bros       |         |
| ۸  | انعکاس                   | -                        | نوید دزفولی          |         |
| ۹  | برنامه                   | بهزاد لیتو و سیجل        | بهزاد لیتو و ای-پلاس |         |
| ۱۰ | راه من ۲                 | جیدال و کرنلا            | ای-پلاس              |         |
| ۱۱ | خونهٔ مادر بزرگه (ریمیکس) | تهم                      | تهم                  |         |
| ۱۲ | قهوه تلخ                 | نونا                     | تهم                  |         |
| ۱۳ | لورازپام اینترو (اسکیت)  | -                        | تهم                  |         |
| ۱۴ | لورازپام                 | کرنلا                    | تهم                  |         |
| ۱۵ | خدافظی (ریمیکس)          | نونا و DJ AFX            | DJ AFX               |         |

### آیة الترپ (به همراهی جیدال) (۱۳۹۷)
آلبوم آیة الترپ پنجمین آلبوم استودیویی عرفان و جی‌دال و اولین آلبوم مشترک این دو هنرمند است که تحت لیبل پایدار و رادیو جوان منتشر می‌گردد. در این آلبوم هنرمندان دیگری نظیر: ایمانمون، پایا، مدگل، جرشا و فرشید نیز حضور دارند.
جی‌دال چندی قبل از انتشار آلبوم در صفحه اینستاگرام خود، سه علت برگزیدن چنین نامی برای آلبوم را بیان می‌کند:
دلیل اول: تضاد و پارادوکس موجود در جامعه ایرانی را نشان می‌دهد. کلمه آیت که بیشتر در جاهای مذهبی شنیده می‌شود و ریشه سنتی دارد. و ترپ که یک سبک موسیقی غربی هست. و این دو بگونه ای در تضاد با هم هستند.
دلیل دوم: ریشه ادبی و فلسفی. یکی از معانی کلمه آیت، کلام (ورس) می‌باشد. در واقع در این آلبوم یک سری کلام روی بیت‌های ترپ سوار می‌شوند.

دلیل سوم: واکنش به سیستمی که موسیقی، کلام و فرهنگ ما رو محدود کرده در این سالها و باعث شده بسیاری از هنرمندان و رپرها قادر به ادامه فعالیت در داخل کشور نباشند.
| #  | نام                      | همکاری          | آهنگساز     | توضیحات |
| -- | ------------------------ | --------------- | ----------- | --- |
| ۱  | میشناسمش (اینترو)        | نونا            | دارا پایدار | |
| ۲  | دوا                      | مدگل            | دارا پایدار | |
| ۳  | آیة الترپ                | ایمانمون        | دارا پایدار | |
| ۴  | پایداری                  | مدگل            | دارا پایدار | |
| ۵  | جواد خاجوی (اسکیت)       | جواد خاجوی      | دارا پایدار | مکالمه طنز جواد خاجوی با خودش با دو صدای متفاوت در مورد عرفان، جیدال و پایدار. این اسکیت در واقع اینتروی ترک الماس است. |
| ۶  | الماس                    | ایمانمون و پایا | دارا پایدار | |
| ۷  | میباره هنوز              | -               | دارا پایدار | |
| ۸  | تیم من یکه               | ایمانمون        | دارا پایدار | |
| ۹  | مونتاژ                   | -               | دارا پایدار | |
| ۱۰ | شبهای تهران (ورژن آلبوم) | فرشید و مدگل    | دارا پایدار | ورژن اصلی این ترک قبل از انشار آلبوم همراه با سپهر خلسه و بدون حضور فرشید و مدگل منتشر شده بود.                         |
| ۱۱ | تنبیه                    | -               | دارا پایدار | |
| ۱۲ | میرم بالا                | -               | دارا پایدار | |
| ۱۳ | بده بره                  | فرشید           | دارا پایدار | |
| ۱۴ | مخزن راز                 | Bl8ck Gold      | دارا پایدار | |
| ۱۵ | همینه                    | جرشا و پایا     | دارا پایدار | |

### انگیزه (به همراهی دارا پایدار) (۱۳۹۹)
آلبوم انگیزه حاصل همکاری مشترک دارا و عرفان پایدارهست؛ دارا مسئول آهنگسازی آلبوم هست و فقط در یکی از آهنگ‌ها می‌خواند
این آلبوم ششمون آلبوم استودیویی عرفان و اولین آلبوم رسمی دارا هست
اولین بار در تابستان سال ۹۸ دارا با انتشار پستی در اینستاگرامش خبر از این آلبوم داد و اولین تک آهنگ این آلبوم به اسم «یه چی بینشه» در مهر ماه سال ۹۸ منتشر شد
درست کردن این آلبوم بیشتر از چیزی که گفته شده بود طول کشید و علت اون به گفته دارا در استوری‌های اینستاگرامش، قوی تر شدن آهنگسازی آلبوم و همکاری‌های مختلفش بوده
سر انجام پس از انتشار دو تک آهنگ دیگه از آلبوم به نام «لیگ دیگه» و «جنبه»، عرفان در ۱۹ تیر در پست اینستاگرامش از شروع پیش فروش آلبوم و انتشار اون در روز تولدش یعنی ۱۲ مرداد سال ۹۹ خبر داد و چند روز بعد پرومویی هم از آلبوم با حضور مهمانانش منتشر شد
به گفته عرفان سبک آهنگ‌های این آلبوم با هم فرق می‌کند
آهنگ دهم آلبوم به نام «فرشته»، آهنگ اسپانسر هست و آهنگ یازدهم به نام «گمرک» فقط برای کسایی که نسخه فیزیکی آلبوم رو تهیه کردند ارسال میشه و در اسپاتیفای و اپل موزیک هم همراه با بقیه آلبوم گذاشته شده.
| #  | نام                          | همکاری                            | آهنگساز                   | توضیحات |
| -- | ---------------------------- | --------------------------------- | ------------------------- | --- |
| ۱  | انگیزه                       | جیدال و ایمانمون                  | دارا پایدار               | عرفان در این ترک حضور ندارد. |
| ۲  | یه چی بینشه                  | جیدال                             | دارا پایدار               | |
| ۳  | زخمه قدیمی                   | جیدال و Bl8ck Gold                | دارا پایدار               | عرفان در این ترک حضور ندارد. |
| ۴  | برو عقب                      | Bl8ck Gold و chaii و پویان اردلان | دارا پایدار               | |
| ۵  | جنبه                         | تهم و رض                          | دارا پایدار               | این ترک اشاره‌هایی به اتفاقات آن دوران رپ فارسی داره و اشاره میکنه به افرادی که جنبهٔ شهرتشون رو ندارن. توی این آهنگ شاهد سومین همکاری تهم و رض هستیم. همین‌طور از آخرین همکاری عرفان و تهم در آهنگ «بهترین»، سه سال میگذره که بالاخره شاهد همکاریشون هستیم. عرفان و رض هم اولین بار هست که همکاری می |
| ۶  | بوم بَم                       | حامد نیکپی                        | دارا پایدار               | |
| ۷  | صدا                          | مدگل                              | دارا پایدار               | عرفان در این ترک حضور ندارد. |
| ۸  | لیگ دیگه                     | جیدال و ایمانمون                  | دارا پایدار               | |
| ۹  | فرق                          | پویان اردلان                      | دارا پایدار               | عرفان در این ترک حضور ندارد. |
| ۱۰ | فرشته                        | Hashv                             | دارا پایدار               | عرفان در این ترک حضور ندارد. |
| ۱۱ | گمرک (Bonus)                 | جیدال و Bl8ck Gold                | دارا پایدار               | |
| ۱۲ | هزار و یک شب (بوم بَم ریمیکس) | حامد نیکپی و جرشا و اشکان کاگان   | دارا پایدار و اشکان کاگان | این ترک بعد از آلبوم منتشر شد. |

### نور (به همراهی دنی اسدی) (۱۴۰۱)
| # | نام                | همکاری                 | آهنگساز       | توضیحات     |
| - | ------------------ | ---------------------- | ------------- | ----------- |
| ۱ | ای دل              | -                      | اسدی          |             |
| ۲ | بذر                | -                      | اسدی          |             |
| ۳ | مسته چشات (ریمیکس) | ابی                    | اسدی          | ریمیکس رسمی |
| ۴ | Hide & Seek        | Xye                    | اسدی          |             |
| ۵ | 2Saram             | تهم و جیدال و ایمانمون | اسدی          |             |
| ۶ | Mob                | -                      | اسدی          |             |
| ۷ | شهریور بد          | -                      | اسدی          |             |
| ۸ | دستا               | Dsharp                 | اسدی و Dsharp |             |

### خورشید بخش. اول (طلوع) (۱۴۰۳)
| #  | نام           | همکاری                | آهنگساز             | توضیحات                                                               |
| -- | ------------- | --------------------- | ------------------- | --------------------------------------------------------------------- |
| ۱  | طلوع          | -                     | دارا پایدار         |                                                                       |
| ۲  | کوکتل مولوتوف | -                     | ای-پلاس             |                                                                       |
| ۳  | Killa View    | کوروش                 | دارا پایدار و متینَم |                                                                       |
| ۴  | High Ba Ma    | پویان اردلان و سینجیم | Everlytemusic       |                                                                       |
| ۵  | West Coast    | فرشید                 | دارا پایدار و مطرب  |                                                                       |
| ۶  | از همین امروز | کچی بیتز              | MoreShahin          |                                                                       |
| ۷  | کَلافم         | -                     | دارا پایدار         | این ترک قرار بود به همراهی سامی لو باشد که در آخر به تنهایی منتشر شد. |
| ۸  | Mars          | -                     | Everlytemusic       |                                                                       |
| ۹  | کارتل         | ۰۲۱کید و ایمانمون     | دارا پایدار         |                                                                       |
| ۱۰ | تله           | مینورام               | ای-پلاس             |                                                                       |
| ۱۱ | رفتن آسونه    | تامارا                | دارا پایدار         |                                                                       |
| ۱۲ | لاتی وود      | خشایار و آرمین رابر   | دارا پایدار         | بازگشت خشایار پایدار بعد از ۹ سال                                     |
| ۱۳ | بَد مست        | داریان تیموری         | دارا پایدار         |                                                                       |
| ۱۴ | چمدون         | ایمانمون و آرون       | دارا پایدار         |                                                                       |

### تک آهنگ‌ها
| نام                          | همکاری                                                                | تاریخ            | آهنگساز                 |
| ---------------------------- | --------------------------------------------------------------------- | ---------------- | ----------------------- |
| شستشو                        | ----                                                                  | ۱۳۸۳             | ----                    |
| دیوونه                       | -----                                                                 | ۲۷ تیر ۱۳۸۷      | ----                    |
| سرانجام                      | خشایار - افرا                                                         | ۱۰ بهمن ۱۳۸۷     |                         |
| هدف حد نداره                 | خشایار - سرکش                                                         | ۷ اسفند ۱۳۸۷     | تگ تیم                  |
| مسیر                         | خشایار - سهند کوازی                                                   | ۱۲ مهر ۱۳۸۸      | ----                    |
| پرواز                        | خشایار - افرا                                                         | ۲۴ مهر ۱۳۸۸      | ---                     |
| اینجا جای ماست               | خشایار - انتها - سرکش                                                 | ۲۵ مهر ۱۳۸۸      | ----                    |
| توهم                         | -----                                                                 | ۵ بهمن ۱۳۸۸      | مهراد هیدن              |
| اینو بفهم                    | بهرام نورائی                                                          | ۲۰ اسفند ۱۳۸۸    | آتور                    |
| این خاک                      | ---                                                                   | ۲۷ اسفند ۱۳۸۸    | سامان پایدار            |
| باید باشیم                   | سینا تهم                                                              | ۴ تیر ۱۳۸۹       | سینا تهم                |
| نمی‌ترسم                      | خشایار - افرا                                                         | ۱۷ مهر ۱۳۸۹      | ----                    |
| اُدی                          | -----                                                                 | ۵ بهمن ۱۳۸۹      | ----                    |
| زنجیر                        | سرکش                                                                  | ۱ اردیبهشت ۱۳۹۰  | ----                    |
| تند میرم                     | بهزاد لیتو                                                            | ۸ خرداد ۱۳۹۰     | پایا                    |
| رد پا                        | علی تاریک                                                             | ۱۰ خرداد ۱۳۹۰    | ----                    |
| پایدار ۱                     | افرا - خشایار - بهزاد لیتو - سرکش - تهم                               | ۱۳ خرداد ۱۳۹۰    | تگ تیم                  |
| دنیا مال ماست                | سامی بیگی                                                             | ۱۱ شهریور ۱۳۹۰   | -----                   |
| خونه خالی                    | ----                                                                  | ۲۳ شهریور ۱۳۹۰   | تهم                     |
| خونهٔ مادربزرگه               | تهم                                                                   | ۲۸ شهریور ۱۳۹۰   | تهم                     |
| کارگردان                     | بهزاد لیتو                                                            | ۱۵ مهر ۱۳۹۰      | ----                    |
| وقتشه                        | تهم - پایا                                                            | ۲۶ مهر ۱۳۹۰      | تهم                     |
| خط من (ریمیکس)               | خشایار - افرا - ریویل - مهراد هیدن                                    | ۲۹ مهر ۱۳۹۰      | ----                    |
| آینه                         | انتها - بهزاد لیتو                                                    | ۶ خرداد ۱۳۹۱     | ----                    |
| امضا                         | انتها - بهزاد لیتو                                                    | ۳ تیر ۱۳۹۱       | ----                    |
| یادم بیار                    | ----                                                                  | ۱۷ تیر ۱۳۹۱      | ----                    |
| یه وجب از ما                 | خشایار - سینا تهم                                                     | ۱ مهر ۱۳۹۱       | ----                    |
| چیکه چیکه                    | سینا تهم                                                              | ۱۱ آذر ۱۳۹۱      | ----                    |
| منتظر                        | سوگند                                                                 | ۲۲ بهمن ۱۳۹۱     | امیر آ پلاس             |
| نمیتونی بند کنی پامو به زمین | پایا                                                                  | ۲۷ اسفند ۱۳۹۱    | -----                   |
| سرزمین یخ                    | رضا پیشرو                                                             | ۱۳۹۱             | -----                   |
| کم تو گله کن                 | ----                                                                  | ۵ آبان ۱۳۹۲      | Nakhavaly Brothers      |
| خان                          | تهم - علی جیدال - پایا                                                | ۱۷ آذر ۱۳۹۲      | ----                    |
| شو ماست گو آن                | سینا تهم - پایا                                                       | ۱۰ دی ۱۳۹۲       | ----                    |
| یادته                        | سوگند                                                                 | ۱۳ دی ۱۳۹۲       | ----                    |
| دنیام دست منه                | خشایار                                                                | ---              | ---                     |
| لحظه                         | -----                                                                 | ----             | تگ تیم                  |
| بیمِر بِنز اُر بِنتلی            | سرکش - بهزاد لیتو                                                     | ----             | ----                    |
| آدم نمیشه                    | بهزاد لیتو                                                            | ۱۰ تیر ۱۳۹۳      | -----                   |
| سنگ                          | میلاد سرکش - آرمین پایا                                               | ----             | پایا                    |
| مهمونی خودمونه               | علیرضا جی‌جی - سپهر خلسه -سینا مافی - سیجل - پایا - بهزاد لیتو - مجیکو | ۶ مرداد ۱۳۹۳     | AFX - علیرضا جی‌جی       |
| یقه                          | تهم - علی جیدال - پایا                                                | ۶ مهر ۱۳۹۳       | ----                    |
| برگرد خونه                   | دایان                                                                 | ۱۴ مرداد ۱۳۹۴    | ----                    |
| جام خوبه                     | بهزاد لیتو                                                            | ۲۲ آبان ۱۳۹۴     | امیر آ پلاس             |
| همیشه                        | سامی بیگی                                                             | ۱ آذر ۱۳۹۴       | ----                    |
| الفبا                        | کرنلا                                                                 | ۲۶ بهمن ۱۳۹۴     | امیر آ پلاس             |
| بهترین                       | تهم، جیدال                                                            | ۱۹ آذر ۱۳۹۵      | تهم                     |
| خوش اومدی                    | کنیس                                                                  | ۱۴ شهریور ۱۳۹۶   | کنیس                    |
| منو نترسون                   | حصین                                                                  | ۱۰ بهمن ۱۳۹۶     | دارا پایدار             |
| میریزه برام                  | جیدال                                                                 | ۲۹ بهمن ۱۳۹۶     | دارا پایدار             |
| قله                          | ----------                                                            | ۱۸ اسفند ۱۳۹۶    | دارا پایدار             |
| حال من خوبه                  | سوگند                                                                 | ۲۳ اسفند ۱۳۹۶    | دارا پایدار             |
| آقازاده                      | جیدال                                                                 | ۳۱ اردیبهشت ۱۳۹۷ | دارا پایدار             |
| دژاگه                        | جیدال و پایا                                                          | ۱۶ خرداد ۱۳۹۷    | دارا پایدار             |
| عدالت                        | جیدال                                                                 | ۱۲ مرداد ۱۳۹۷    | دارا پایدار             |
| شبای تهران                   | سپهر خلسه و فرشید                                                     | ۱۶ شهریور ۱۳۹۷   | علی اکتاو               |
| مونتاژ                       | جیدال                                                                 | ۷ آبان ۱۳۹۷      | دارا پایدار             |
| آیت الترپ                    | جیدال و ایمانمون                                                      | ۱۴ دی ۱۳۹۷       | دارا پایدار             |
| حق                           | مینا                                                                  | ۱۴ بهمن ۱۳۹۷     | دارا پایدار             |
| پوکر زندگی                   | فرید پارس                                                             | ۶ اسفند ۱۳۹۷     | دارا پایدار - فرید پارس |
| مر جنگه                      | حامد نیک‌پی و دنی اسدی                                                 | ۲۵ فروردین ۱۳۹۸  | دنی اسدی                |
| BVK (بابا ولم کن)            | ایمانمون - جیدال                                                      | ۱۷ اردیبهشت ۱۳۹۸ | دارا پایدار             |
| ساختمش                       | ایمانمون - جیدال                                                      | ۲۷ اردیبهشت ۱۳۹۸ | دارا پایدار - پارسا     |
| پایداری                      | جیدال - مدگل                                                          | ۳۰ تیر ۱۳۹۸      | دی جی آردی              |
| خودمم                        | جرشا                                                                  | ۲۰ مرداد ۱۳۹۸    | دارا پایدار             |
| سرنوشت                       | جیدال - ایمانمون - مدگل                                               | ۵ شهریور ۱۳۹۸    | دارا پایدار             |
| یه چی بینشه                  | جیدال                                                                 | ۲ مهر ۱۳۹۸       | دارا پایدار             |
| لیگه دیگه                    | جیدال - ایمانمون                                                      | ۱۵ آبان ۱۳۹۸     | دارا پایدار             |
| بیا حالمو خوب کن             | پوبون                                                                 | ۲۸ فروردین ۱۳۹۹  | پوبون                   |
| روشن                         | پیشرو                                                                 | ۶ اردیبهشت ۱۳۹۹  | رضا پیشرو               |
| کارا زیاده                   | رضا پیشرو - سیناب                                                     | ۱۹ مرداد ۱۳۹۹    | سیناب                   |
| مگه مجبوریم                  | مهتا                                                                  | ۲۵ مهر ۱۳۹۹      | دارا پایدار             |
| کاپ عن                       | کچی بیتز                                                              | آبان ۱۳۹۹        | کچی بیتز                |
| گولم نزن                     | چرسی                                                                  | ۷ دی ۱۳۹۹        | علیبی                   |
| باز زوج باز فرد              | علی عظیمی                                                             | ۱۰ دی ۱۳۹۹       | علی عظیمی               |
| مالاهاس                      | افتاهیل                                                               | ۲۶ دی ۱۳۹۹       | دارا پایدار             |
| ۱۴۰۰                         | جیدال                                                                 | ۲ فروردین ۱۴۰۰   | دارا پایدار             |
| راک استار                    | ----                                                                  | ۴ فروردین ۱۴۰۰   | دارا پایدار             |
| می‌گیرم روت                   | جیدال - افتاهیل                                                       | ۱۲ فروردین ۱۴۰۰  | دارا پایدار             |
| اگه یه روز                   | فرامرز اصلانی                                                         | ۱۴ مرداد ۱۴۰۰    | دنی اسدی                |
| ویرون کن                     | O.I.AM                                                                | ۹ شهریور ۱۴۰۰    | O.I.AM                  |
| درس                          | ----                                                                  | ۳۰ شهریور ۱۴۰۰   | دارا پایدار             |
| عدالت علی                    | جیدال                                                                 | ۸ مهر ۱۴۰۰       | دارا پایدار             |
| فرق داره                     | ناوان                                                                 | ۲۸ دی ۱۴۰۰       | دارا پایدار             |
| ۲دلی                         | نسیم                                                                  | ۱۰ اسفند ۱۴۰۰    | O.I.AM                  |
| خانوادگی ۲                   | فیت ۳۹نفره                                                            | ۲۸ اسفند ۱۴۰۰    | کاگان                   |
| صبح و ظهر و شب               | ایمانمون                                                              | ۱۰ اردیبهشت ۱۴۰۱ | دارا پایدار             |
| حالا نه                      | جیدال - سامی بیگی - مدگل                                              | ۲۸ خرداد ۱۴۰۱    | O.I.AM                  |
| هللویا                       | ایمانمون - پویان اردلان                                               | ۷ مرداد ۱۴۰۱     | دارا پایدار             |
| چارلی                        | جیدال - پارسا سیمپسون                                                 | ۱۵ مرداد ۱۴۰۱    | دارا پایدار، S1n        |
| سر شبه                       | فرشید                                                                 | ۲۲ شهریور ۱۴۰۱   | فرشید                   |
| ایران من                     | جیدال - کینگ رام - رعنا منصور - حامد نیک‌پی                            | ۲۰ مهر ۱۴۰۱      | حامد نیک‌پی              |
| اون داره میره                | جیدال                                                                 | ۵ آبان ۱۴۰۱      | ----                    |
| قصه                          | -------                                                               | ۷ بهمن ۱۴۰۱      | دارا پایدار             |
| تمومش کن                     | پیشرو - تهی                                                           | ۱۷ بهمن ۱۴۰۱     | پیشرو                   |
| به یاد                       | --                                                                    | ۱۷فروردین۱۴۰۲    | دارا پایدار             |
| به یاد (ریمیکس)              | جیدال و ایمانمون                                                      | ۲۶ فروردین ۱۴۰۲  | دارا پایدار             |
| اوجی                         | -------                                                               | ۲۲ اردیبهشت ۱۴۰۲ | دارا پایدار - متینم     |
| ۳تیغه                        | فرشید                                                                 | ۴ تیر ۱۴۰۲       | دارا پایدار             |
| Backsy                       | پویان اردلان                                                          | ۱۴۰۲             | دارا پایدار             |
| عنکبوت                       | هومان                                                                 | ۱۸ اسفند ۱۴۰۲    | آرمان میلادی            |
| کابانا                       | رها                                                                   | ۳ شهریور ۱۴۰۳    | O.I.AM                  |